# Константин фон Щолберг-Вернигероде
Константин фон Щолберг-Вернигероде (на немски: Konstantin Graf zu Stolberg-Wernigerode in Janowitz; * 25 септември 1779, Вернигероде; † 19 август 1817, Карлсбад/Карлови Вари, Бохемия) от фамилията Щолберг е граф на Щолберг-Вернигероде в Яновитц (Janowice Wielkie), Силезия.

## Произход и наследство
Той е син на граф Кристиан Фридрих фон Щолберг-Вернигероде (1746 – 1824) и съпругата му графиня Августа Елеонора фон Щолберг-Щолберг (1748 – 1821), дъщеря на граф Кристоф Лудвиг II фон Щолберг-Щолберг (1703 – 1761) и Луиза Шарлота фон Щолберг-Росла (1716 – 1796).
Брат е граф Хайнрих фон Щолберг-Вернигероде-Гедерн (1772 – 1854), граф Фердинанд фон Щолберг-Вернигероде-Петерсвалдау (1775 – 1854), женен на 30 декември 1810 г. в Берлин за фрайин Еберхардина фон дер Реке (1785 – 1851), по-голяма сестра на съпругата му Ернестина, и Антон-Крепелхоф-Дирсфорт (1785 – 1854), пруски държавен министър, женен в Берлин на 12 юни 1809 г. за фрайин Луиза фон дер Реке (1787 – 1874), по-малка сестра на съпругата му Ернестина.
Константин фон Щолберг умира на 37 години на 19 август 1817 г. в Карлсбад (Карлови Вари) в Бохемия по време на санториумкурорт. Неговият десетгодишен син Вилхелм го наследява под опекунство.

## Фамилия
Константин фон Щолберг се жени на 30 септември 1804 г. в Берлин за фрайин Ернестина Филипина Фридерика Каролина фрайин фон дер Реке (* 23 юни 1786, Берлин; † 27 август 1874, Яновитц), дъщеря на фрайхер Еберхард Фридрих Кристоф фон дер Реке (1744 – 1818), пруски министър, и фрайин Елиза Доротея Луиза фон Финке (1763 – 1838). Те имат децата:
- Вилхелм фон Щолберг-Вернигероде (* 13 май 1807, Вернигероде; † 6 март 1898, Яновитц), женен на 1 ноември 1835 г. в Росла за графиня Елизабет фон Щолберг-Росла (* 28 ноември 1817; † 6 септември 1896)
- Адолф (* 17 май 1808, Яновитц; † 28 март 1821, Петерсвалдау)
- Ото (* 4 юни 1810; † 24 април 1812)
- Мария (* 26 март 1813, Яновитц; † 1 септември 1879, Алт-Яновитц), омъжена на 2 май 1839 г. в Яновитц за граф Алберт фон Шлифен (* 9 октомври 1802, Кьонигсберг, Прусия; † 9 юни 1864, Рорлах)